# Beyer Peacock
Beyer, Peacock and Company fue un fabricante británico de locomotoras, cuya fábrica estaba situada en Openshaw, Mánchester. Fundada por Charles Beyer, Richard Peacock y Henry Robertson, la compañía operó durante más de un siglo (desde 1854 hasta 1966), exportando a países de todo el mundo sus locomotoras y las máquinas herramienta necesarias para darles mantenimiento.

## Fundadores

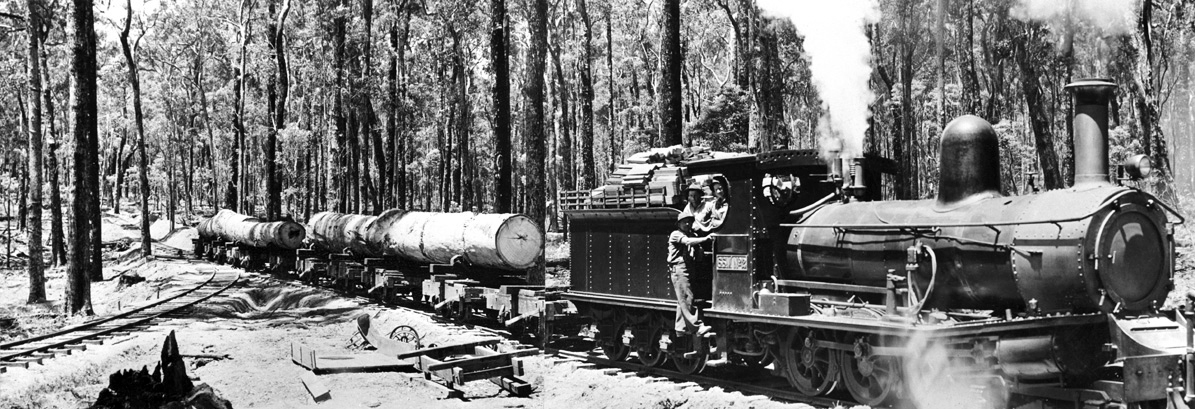
Locomotora no. 2 de State Saw Mills (Australia Occidental), similar a la WAGR Clase G, en los años 1940

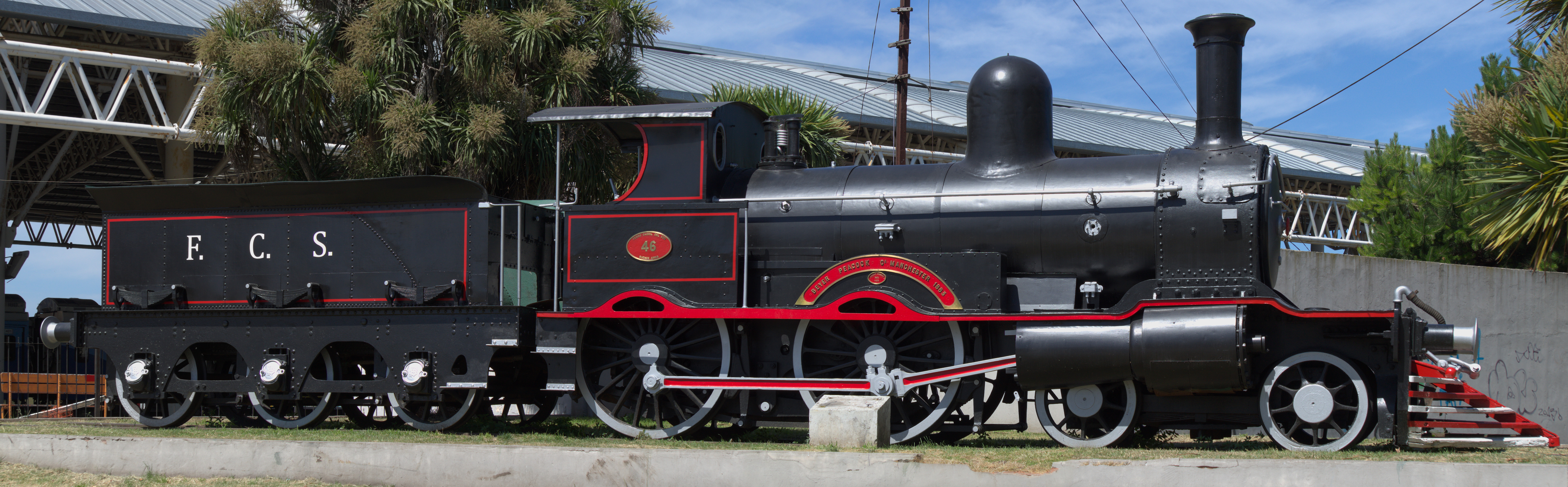
Locomotora no. 46 del Ferrocarril del Sud de 1883, en la estación de Mar del Plata, Argentina, en 2016

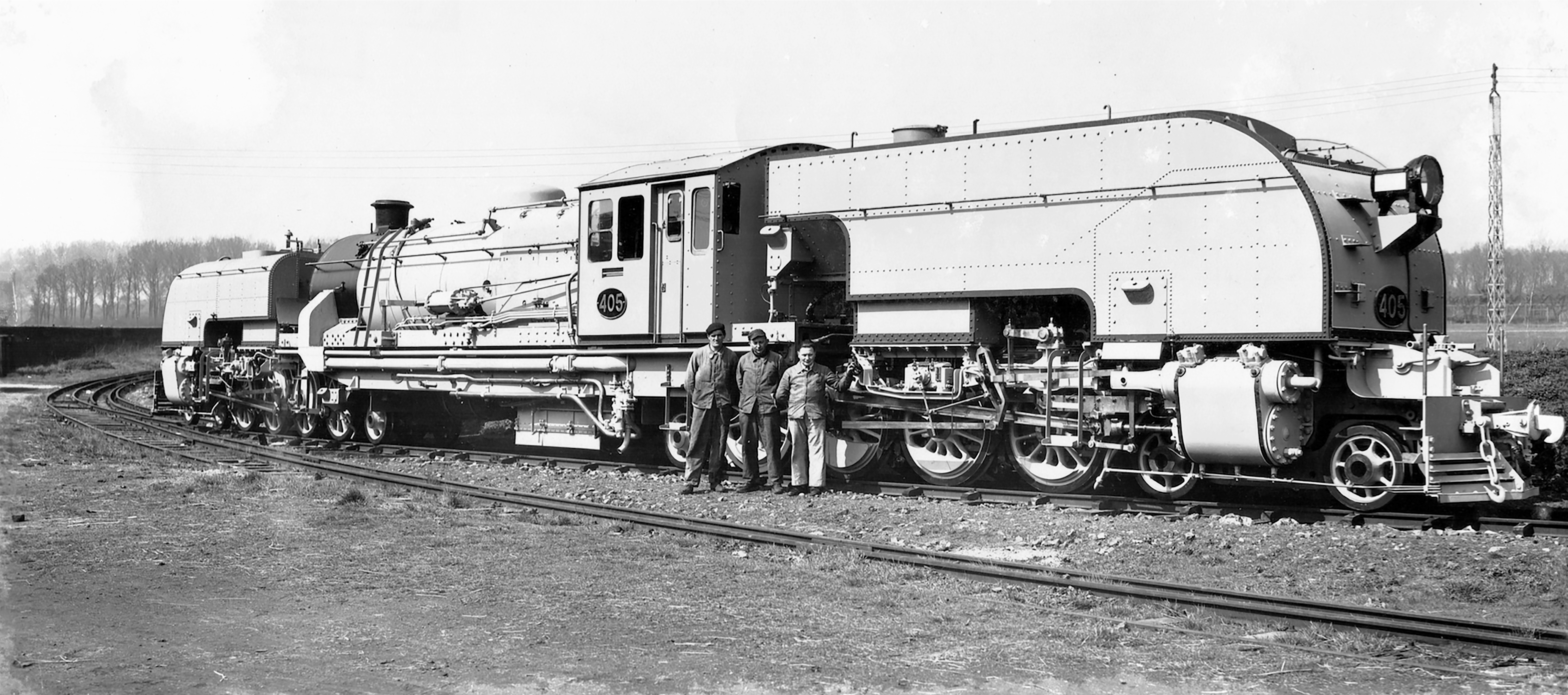
Ferrocarriles de Australia del Sur Clase 400 no. 405 con la librea de la "foto del constructor" (1953)

Charles Beyer, nacido en Alemania, había realizado una capacitación de ingeniería relacionada con la industria del algodón en Dresde antes de trasladarse a Inglaterra en 1831 a los 21 años de edad. Obtuvo un empleo como delineante en los Talleres Atlas, situados en el centro de Mánchester, y por entonces propiedad de la empresa Sharp, Roberts and Company, que fabricaba maquinaria para fábricas de algodón y acababa de comenzar a construir locomotoras para el Ferrocarril de Liverpool y Mánchester. Allí aprendió los principios del diseño mecánico de la mano del ingeniero jefe y prolífico inventor de maquinaria de fábricas de algodón, Richard Roberts. Cuando renunció 22 años después, ya estaba bien establecido como ingeniero jefe de la compañía; habiendo participado en la producción de más de 600 locomotoras.
Richard Peacock había sido ingeniero jefe del taller de locomotoras del Ferrocarril de Mánchester, Sheffield y Lincolnshire situado en Gorton, cuando renunció en 1854, confiando en su capacidad para obtener pedidos para construir locomotoras. La renuncia de Beyer le presentó a Peacock la oportunidad de asociarse. Sin embargo, su empresa (Beyer, Peacock & Co.) era una sociedad legal, y de acuerdo con los usos de la época, sus socios eran responsables personalmente de las deudas si el negocio fracasaba. En el clima económico de sucesivos auges y recesiones que se vivió a mediados de la época victoriana, era una aventura arriesgada.
Beyer pudo recaudar 9524 libras (casi 900.000 de 2015) y Peacock otras 5500, pero aun así necesitaron solicitar un préstamo a Charles Geach (fundador del Midland Bank y primer tesorero de la Institución de Ingenieros Mecánicos), de la que Beyer y Peacock habían sido miembros fundadores. Poco después, sin embargo, Geach murió, se retiró el préstamo y casi todo el proyecto colapsó. Thomas Brassey vino al rescate, persuadiendo a Henry Robertson para que otorgara un préstamo de 4000 libras, a cambio de ser el tercer socio en la sombra. No fue sino hasta 1883 cuando la compañía se constituyó como una sociedad limitada privada, y cambió su nombre al de Beyer, Peacock & Co Ltd. En 1902 tomó su forma final como sociedad anónima.
Durante la Gran Depresión, ante la competencia de tranvías y ferrocarriles eléctricos, la compañía comenzó a buscar alternativas para no depender de un solo producto. En 1932 adquirieron su primera compañía y en 1949 formaron una compañía conjunta con Metropolitan-Vickers para construir locomotoras distintas a las de vapor. En 1953 Beyer-Peacock había adquirido más de cinco compañías subsidiarias; acompañadas por otras dos más en los cinco años siguientes, y en 1958 se formó Beyer, Peacock (Hymek) Ltd.

## Fundición de Gorton
"No debe confundirse con los Talleres de Locomotoras de Gorton (también conocidos como Gorton Tank)".

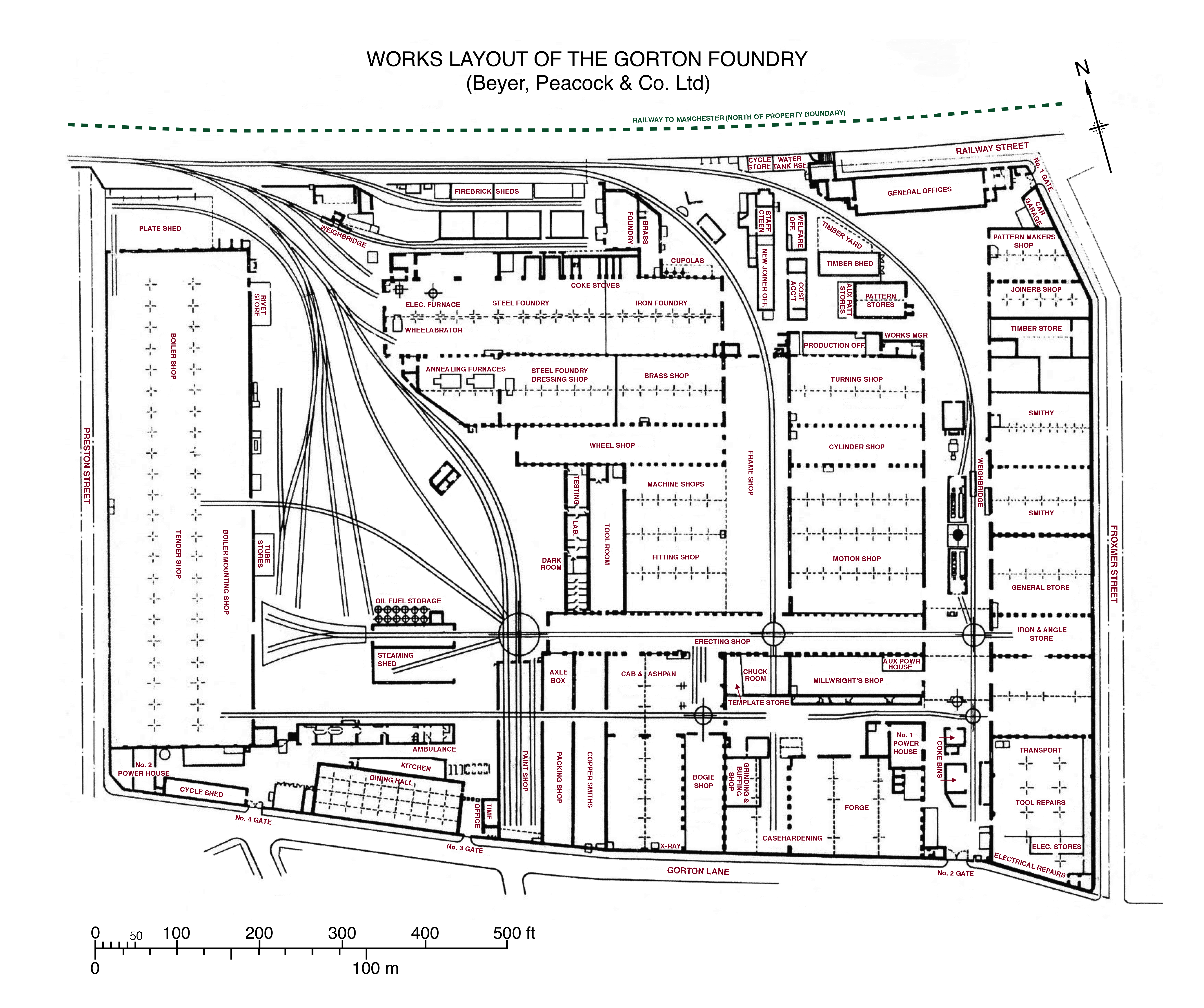
Plano de la Fundición de Gorton, propiedad de Beyer, Peacock and Co. Ltd

Beyer y Peacock comenzaron a construir su Fundición de Gorton en 1854. Estaba situada a dos millas al este del centro de Mánchester, en Openshaw, en un terreno de 12 acres (4,9 ha), en el lado opuesto (sur) de la línea del Ferrocarril de Mánchester, Sheffield y Lincolnshire (FMS&L) con respecto a los talleres donde Peacock había trabajado anteriormente. El sitio fue elegido porque el suelo era más barato que en la ciudad, permitiendo un amplio espacio para expandirse, y había un buen suministro de agua desde un embalse propiedad del FMS&L. En la fundición, Beyer desarrolló las máquinas herramienta necesarias para construir locomotoras; de cuyo diseño y producción se encargó. Peacock se ocupó del lado comercial, viajando a menudo a Europa continental para asegurar los pedidos.
En julio de 1855, la primera locomotora, construida para el Great Western Railway, salió de la Fundición de Gorton. Entre 1854 y 1868, la compañía construyó 844 locomotoras, de las que se exportaron 476. Se vendieron principalmente a las colonias británjcas, África del Sur y América del Sur; aunque nunca lograron establecerse en el mercado norteamericano.
Durante la Primera Guerra Mundial, Beyer-Peacock fabricó artillería. En agosto de 1915, la Factoría de Gorton quedó bajo control gubernamental y la producción se orientó casi por completo al esfuerzo de guerra, especialmente a la artillería de campo pesada. Durante la Segunda Guerra Mundial, la compañía volvió a estar bajo control del gobierno, pero continuó construyendo locomotoras durante toda el conflicto.

## Locomotoras de condensación para ferrocarriles subterráneos

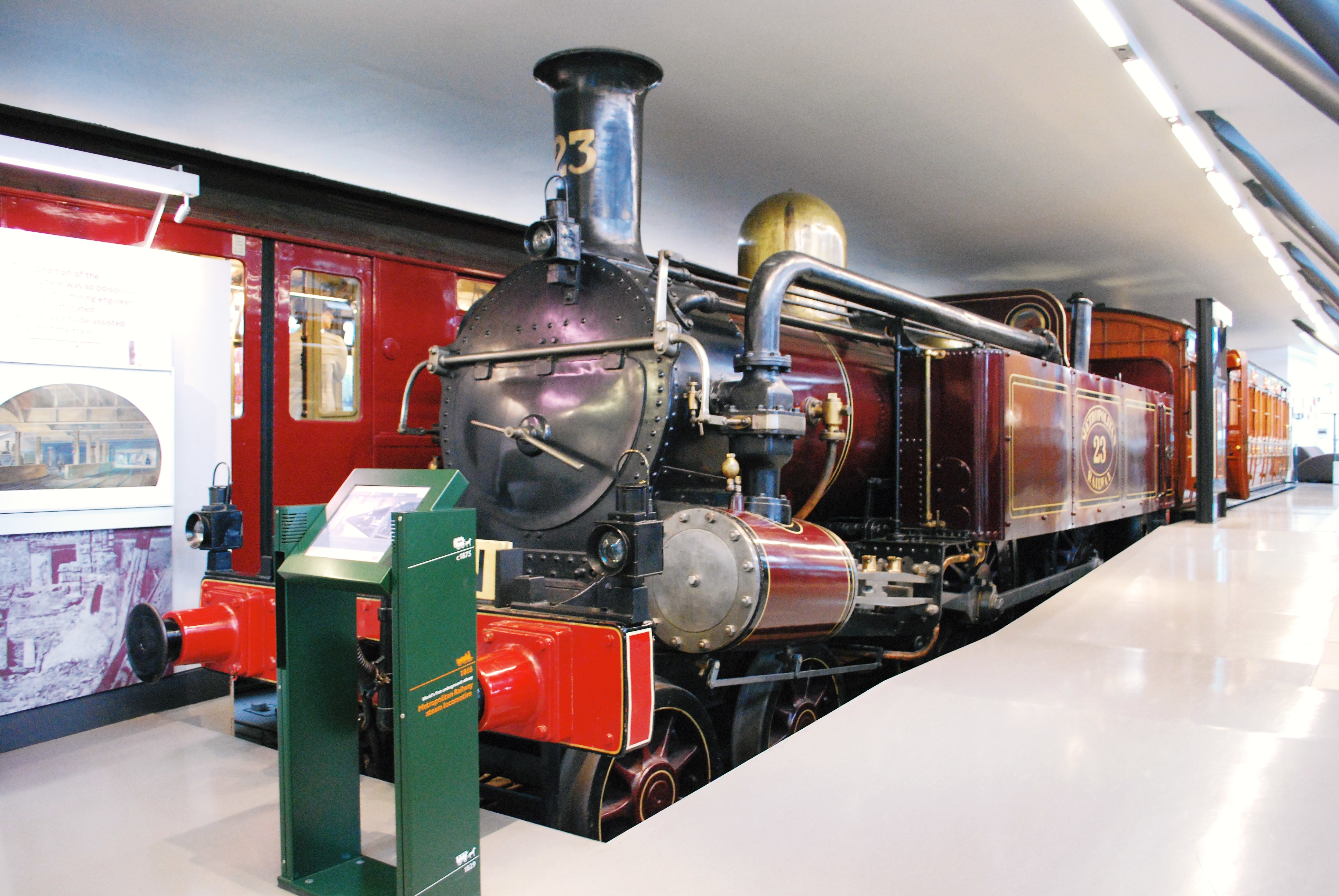
Innovadora locomotora de condensación Beyer & Peacock de 1871, diseñada con motivo de la inauguración del ferrocarril subterráneo de Londres. La gran tubería negra en el lado derecho llevaba el vapor de los cilindros a los depósitos de agua laterales, en lugar de expulsarlo a la atmósfera como en las locomotoras convencionales

Una innovación tecnológica que fortaleció la reputación de la compañía fue el primer diseño exitoso de una locomotora de condensación del mundo, ideada para el por entonces recién inaugurado ferrocarril subterráneo de Londres: la locomotora-ténder del Ferrocarril Metropolitano Clase A del tipo 4-4-0. Entre 1864 y 1886, se construyeron 148 unidades para varios ferrocarriles; que funcionarían en su mayor parte hasta la electrificación de las líneas en 1905.
El diseñador principal de estas locomotoras, Hermann Ludwig Lange (1837-1892), había nacido en la misma ciudad que Beyer, Plauen, (Sajonia, hoy Alemania), donde había completado su periodo de aprendizaje, seguido de una capacitación en ingeniería. Beyer lo había invitado a Inglaterra en 1861, y lo contrató durante el primer año para trabajar en los talleres de la compañía como dibujante bajo su dirección. Se convirtió en jefe de proyectos en 1864 o 1865. Después de la muerte de Beyer en 1876, pasó a ser ingeniero jefe y cogerente de la compañía.

## Locomotoras articuladas Beyer-Garratt

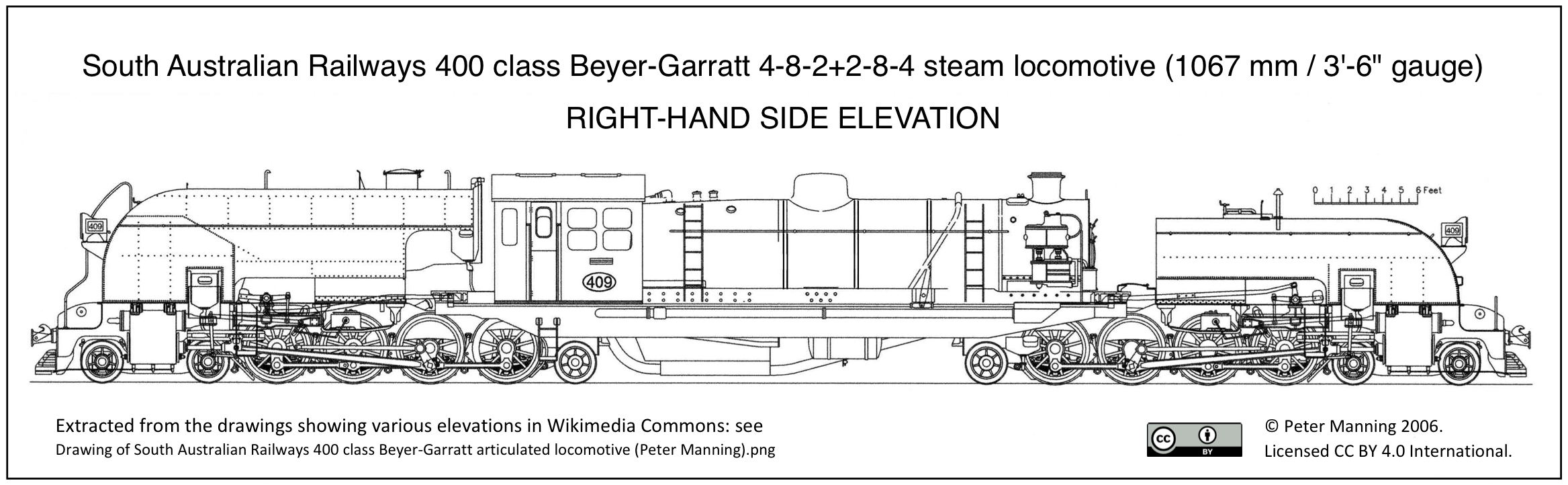
Las tres unidades separadas de una locomotora Beyer-Garratt SAR Clase 400. El esfuerzo de tracción de esta locomotora era el doble que el de su predecesora, la SAR Clase T

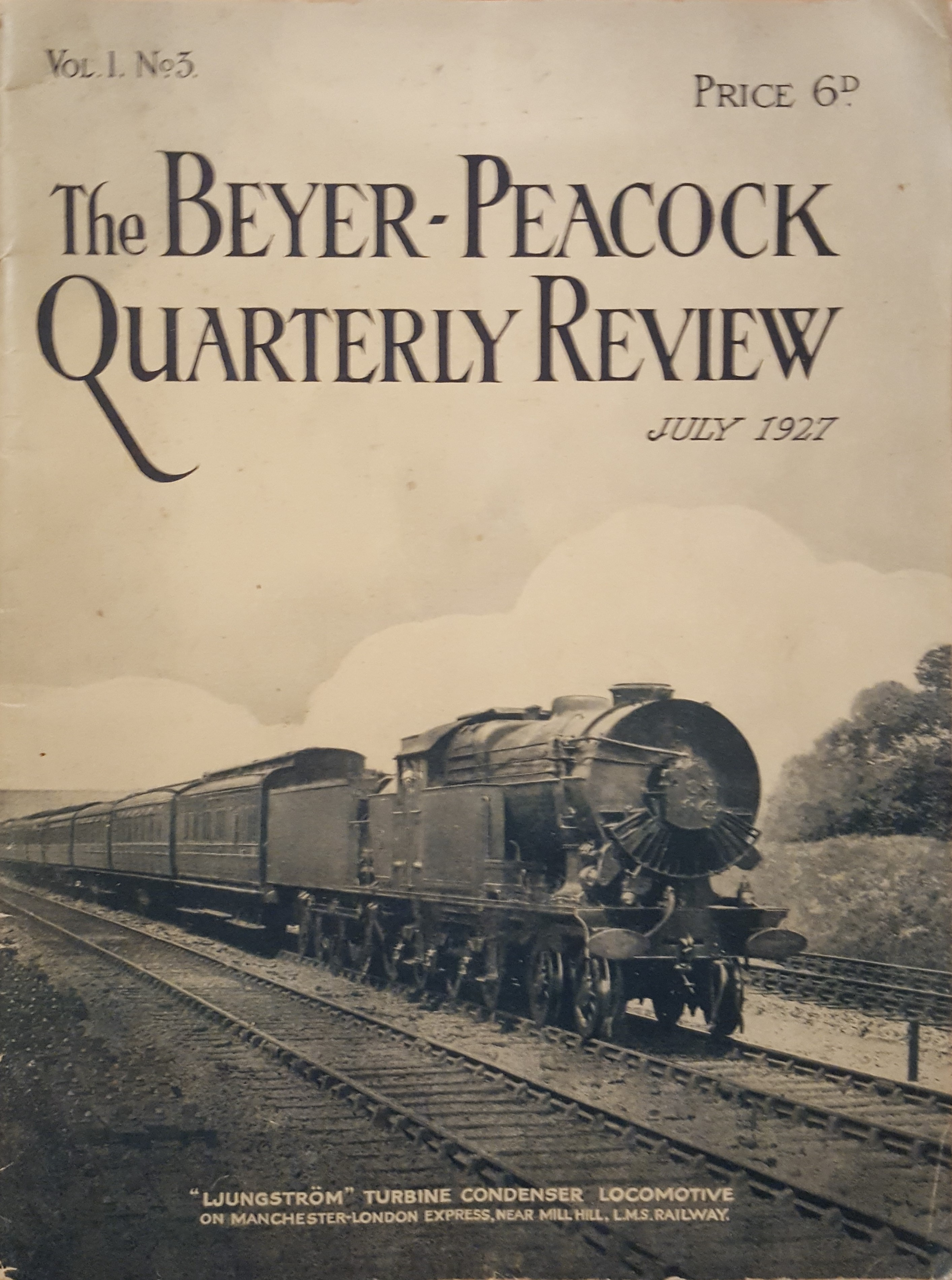
Locomotora de condensación experimental con turbina Ljungström de 1927, desarrollada con el Ferrocarril de Londres, Midland y Escocia

Un diseño de locomotora articulada que se hizo famoso en el siglo XX fue otra innovación, la locomotora articulada Beyer-Garratt (genéricamente conocida simplemente como "Garratt"), inventada por Herbert William Garratt, a quien se le otorgó una patente en 1908. Beyer & Peacock tenía los derechos exclusivos de fabricación para Gran Bretaña. Después de que las patentes caducaran en 1928, la compañía comenzó a usar el nombre "Beyer-Garratt" para distinguir sus locomotoras de las de la competencia. Se utilizaron ampliamente en África, América del Sur, Asia, Australia y el Pacífico Sur, donde el terreno difícil, las curvas cerradas, y el uso de la vía estrecha limitaban considerablemente el peso y la potencia de salida de las locomotoras convencionales. En el diseño de Garratt, dos vigas que sostenían la caldera y una cabina estaban articuladas sobre dos unidades motrices, cada una de ellas equipadas con sus cilindros, ruedas y accionamiento. Por lo tanto, el peso de la locomotora se extendía sobre una distancia considerable. Ambas unidades motrices estaban rematadas por depósitos de agua. La unidad contigua al fogón también contenía un carbonera donde se almacenaba el combustible.
Entre 1909 y 1958, Beyer, Peacock construyó más de mil máquinas Garratt, de las que se conservan tres de las más significativas:
- Primera: la TGR Clase K de los ferrocarriles de Tasmania, construida en 1909 para el Tranvía North East Dundas
- Más potente: la EAR Clase 59 de los Ferrocarriles del Este de África, construida en 1955
- Última: la locomotora Clase NG G16 de los Ferrocarriles de Sudáfrica, fabricada en 1958.[8]

## Locomotoras diésel y eléctricas
En la década siguiente a 1954, la compañía construyó cuatro tipos de locomotoras diésel y dos tipos de máquinas eléctricas.
Máquinas diésel
- 1954–56 WAGR Clase X, para el Ferrocarril del Este de Australia
- 1961–63 BR Clase 35
- 1962 BR Clase 25
- 1964 BR Clase 17 (las tres anteriores para los British Railways)

Máquinas eléctricas
- 1956–58 NSW Clase 46 de los Ferrocarriles de Nueva Gales del Sur
- 1960–62 BR Clase 82 de los British Railways

## Declive y cierre
A finales de la década de 1950 se produjo una rápida transformación en la fabricación de locomotoras. En 1955, los Ferrocarriles Británicos decidió cambiar de la tracción vapor a la diésel, y para entonces, numerosos ferrocarriles extranjeros habían hecho lo mismo. Un problema importante al que la compañía debió enfrentarse muy pronto, consistió en que había previsto la fabricación locomotoras diésel-hidráulicas, siguiendo la tendencia marcada en la Región Oeste de los Ferrocarriles Británicos, donde se había optado por empezar a utilizar locomotoras ligeras con transmisión hidráulica de acuerdo con el Plan de Modernización de British Railways de 1955. Sin embargo, British Railways finalmente decidió adquirir locomotoras diésel-eléctricas, dejando a Beyer & Peacock en una delicada situación. La compañía cerró la Fundición de Gorton a fines de 1958.
En 1966, después de 112 años de actividad, cesó toda la producción en la Fundición de Gorton. Durante ese tiempo, la compañía había construido casi 8000 locomotoras.
A partir de 2012, el edificio que albergaba el antiguo taller de calderería, taller de ténderes y taller de montaje de calderas, de 550 pies (167 metros) de longitud, permaneció en uso como parte del Hammerstone Road Depot del Ayuntamiento de Mánchester.

## Galería
(Click para agrandar)
|                                                                                          |
| Locomotora 0-4-2 construida para el Ferrocarril de Madrás en 1860 en la Fundición Gorton |

|                                                                             |
| Locomotora NSWGR Clase Z12 no. 1210 de 1878 en Canberra, Australia, en 2011 |

|                                                                               |
| Accesorios y controles de la locomotora NSWGR Clase AD60 Beyer-Garratt (1952) |

|                                                        |
| Locomotora diésel-hidráulica BR Clase 35 Hymek de 1961 |